# Attentat de Zliten
L’attentat de Zliten a lieu le 7 janvier 2016 lors de la deuxième guerre civile libyenne.

## Déroulement
L'attentat est commis contre une école de formation des garde-côtes dans le quartier de Soug al-Talata, dans le centre de Zliten. La ville est alors sous le contrôle de la coalition Fajr Libya et du gouvernement de Tripoli. Le matin, à 8 heures, alors que près de 300 jeunes recrues sont rassemblées, un kamikaze à bord d'un camion-citerne fait exploser son véhicule,,.

## Bilan humain
Le jour même, le maire de la ville, Miftah Lahmadi, et des responsables hospitaliers annoncent que l'attaque a fait au moins 65 morts. Il s'agit alors de l'attentat le plus meurtrier en Libye depuis la chute de Mouammar Kadhafi en 2011.
Le 11 janvier 2016, un Lockheed C-130J Super Hercules de l'armée de l’air italienne a évacué une quinzaine de blessés à destination de l’hôpital militaire de Celio en Italie.

## Revendication
L'État islamique revendique l'attaque le soir du 8 janvier, il annonce que le kamikaze se nommait Abdallah al-Muhajair et donne un bilan de près de 80 morts et 150 blessés. L'EI affirme également que l'attentat fait partie d'une série d'attaques baptisée « Abu al-Mughirah al-Qahtani », un des noms de guerre de Abou Nabil al-Anbari, le chef de l'État islamique en Libye, tué par une frappe aérienne américaine le 13 novembre 2015,.
Un autre attentat est également commis puis revendiqué par l'EI le 7 janvier à Ras Lanouf, six personnes sont tuées par un kamikaze.